# Завадський Юрій Романович

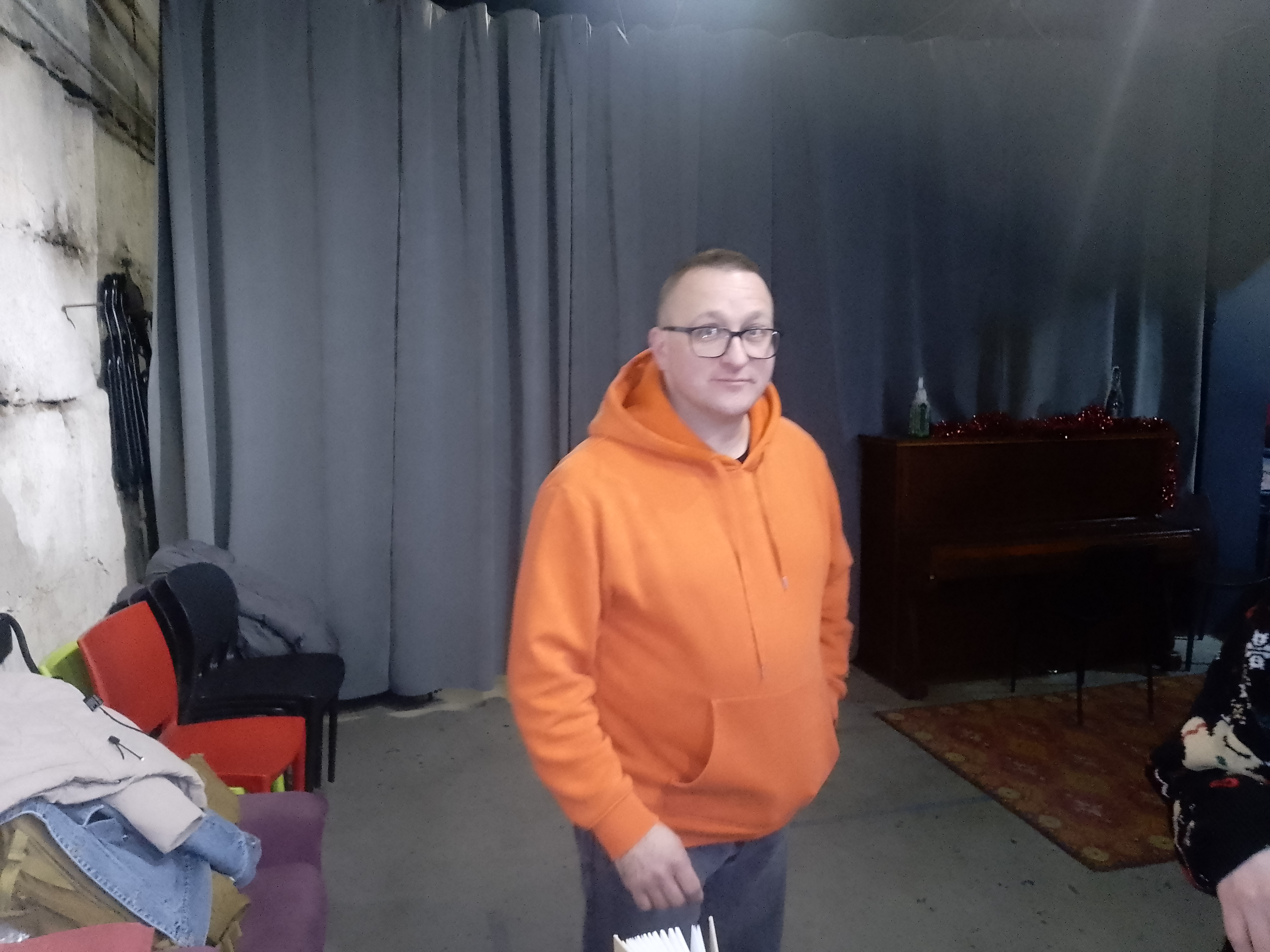
Чекаю на "Книгу скарг"

Ю́рій Рома́нович Зава́дський (нар. 18 березня 1981, Тернопіль) — український галицький поет, громадський діяч, видавець, кандидат філологічних наук.

## Біографічні дані
Юрій Завадський народився в сім'ї інженерів Любові Миронівни Завадської (*1955) й Романа Омеляновича Завадського (*1954) — з 1992 року директора приватного підприємства. У 1988 році почав навчатися в Тернопільській загальноосвітній школі І—III ступенів № 18, яку закінчив у 1998-му. На той час директором був А. В. Крижанівський. 1998 року Юрій Завадський вступив на філологічний факультет Тернопільського національного педагогічного університету імені Володимира Гнатюка (ТНПУ). 2003 року закінчив університет, здобувши диплом за спеціальністю «Вчитель української мови та літератури, зарубіжної літератури, польської мови». Цього ж року вступив в аспірантуру (спеціальність — «Теорія літератури») при кафедрі теорії літератури та порівняльного літературознавства філологічного факультету Тернопільського педагогічного університету, яку закінчив у 2006 році. Тема дисертаційного дослідження — «Типологія та поетика мережевої літератури і сучасне західне літературознавство». 12 жовтня 2006 року в Тернополі Юрій Завадський захистив кандидатську дисертацію на тематику гіпертексту, сучасного конкретизму, естетики мультимедіа й диґітального мистецтва, а згодом видав монографію «Віртуальна література». У 2007—2010 роках працював асистентом кафедри інформатики ТНПУ, а у 2010 — 2011 роках — асистентом кафедри журналістики ТНПУ. З 2011-го Юрій Завадський працював менеджером видавничої діяльності ТОВ «Компанія-„Крок“» (видавництва «Крок»). З 2014 року очолює підприємство.

## Творча діяльність
Юрій Завадський почав писати вірші в середині дев'яностих. Галузь його наукових і творчих зацікавлень — сучасна зорова поезія, комп'ютерні технології в мистецтві, мережева література, вільний вірш і фонетична поезія (англ. sound poetry, нім. Lautgedicht). У поєднанні з психоделічними музичними настроями гурту «ZSUF» «фонетика» Юрія Завадського була представлена на фестивалях в Україні й Польщі (зокрема, фестиваль «L2» у Любліні 2009 року). Митці разом записали альбом «юрійзавадський ZSUF». Також Юрій Завадський є автором гіпертекстової поеми «Цигарки», що вийшла на компакт-диску у 2006 році й вільно доступна на сайті поета.
2010 року разом із українським поетом із Барселони Андрієм Антоновським Юрій Завадський випустив поетичну збірку «Ротврот». До книги, що вийшла всього в 6 примірниках, передмову створив каталонський письменник Карлес Ак Мор. Транслітерацію та переклад каталонською мовою здійснила Каталіна Джирона. Книгу здизайнував Василь Гудима та спільно зі своїм братом Михайлом Гудимою створив у залізі; книгу видали в співпраці з тернопільським видавництвом «Крок». Кожний том важить двадцять кілограмів. Обкладинка зроблена з грубого листового металу. Сам текст друкований на грубому акварельному папері. Листки не перегортаються — вони нанизані на металевні стрижні. Щоб прочитати наступну сторінку, треба зняти з цих стрижнів попередню. На кожному листі є короткий вірш, написаний у стилі фонетичної поезії, з одного боку — українською мовою, а з другого — каталонською. У травні того ж року книгу презентували на міжнародному ковальському фестивалі у Івано-Франківську та фестивалі «Barcelona Poesia» 2010 року в Барселоні.
Окремі його твори перекладено також англійською, німецькою, португальською, каталонською та кримськотатарською мовами. Разом із австралійським письменником Лесом Віксом Юрій Завадський створив двомовну поему «Слипстрім» (Slipstream).
2012 року у Львівському університеті Юлія Починок захистила магістерську роботу, яка присвячена висвітленню теоретичних аспектів поезографії, фонетичної та мережевої поезії Юрія Завадського, його генетико-контактним зв'язкам із творчою спадщиною Тадеуша Ружевича. З 2012 року працює над кандидатською дисертацією «Українська експериментальна поезія кінця XX — початку XXI століття: текст, контекст, інтертекст», значна частина якої присвячена творчості Юрія Завадського.
У 2012 році Юрій Завадський вступив до Національної спілки письменників України. 2015 року за власним бажанням вийшов з НСПУ. Почесний член Краківського відділу Спілки польських письменників із 2022 року.
Від жовтня 2000 до лютого 2005 року він видавав літературну газету ZВІРШІ, з квітня 2008 року керує спільнотою Літературна студія «87» при ТНПУ. У 2009-му заснував видавництво «Крок», яке спеціалізується на виданні поезії та перекладної літератури. З 2011 року він займається тільки видавничими та культурницькими проектами[джерело?].
Як культуртреґер, Юрій Завадський співпрацює з літературними колами Польщі, Швеції, Великої Британії, Бразилії, Каталонії, Австралії, Нової Зеландії. Він налагодив міжнародний мистецький діалог з такими письменниками, як Пйотр Мацежинський (Польща), Селіна Тусітала Марш (Нова Зеландія), Дарен Камалі (Нова Зеландія), Лес Вікс (Австралія), Раґнар Стремберґ (Швеція), Енрік Казасес (Каталонія), Дейвід Мазгрейв (Австралія), Крістіна Кілборн (Канада), Еміль Хьорвар Петерсен (Ісландія), Пшемислав Вітковський (Польща). Юрій Завадський став ініціатором їхнього приїзду в Україну та видання їхніх книжок[джерело?].
Із 2015 року є учасником гурту Субпродукт. Учасники гурту займаються видобуванням звуків із електронних та аналогових пристроїв, творячи в такий спосіб шумове середовище. Продукцію гурту можна назвати музикою, близкою до нойзу.
З травня 2024 року член редакційної ради художньо-аналітичного альманаху «Кременецький культурний контекст».

## Нагороди
2022 року нагороджений бронзовою медаллю «За заслуги в культурі Gloria Artis» Міністром культури та національної спадщини Республіки Польща.[джерело?]

## Твори

### Поетичні збірки
- «Імовірність». Тернопіль: Лілея, 1999
- «юрійзавадський» (самвидав), 2003 (у співпраці з художником Ігорем Гойняком)
- «юрійзавадський». Підручники і посібники, 2005 (у співпраці з художником Катериною Ткачовою)
- Мультимедійна антологія (на компакт-диску). Тернопіль (самвидав), 2006 (містить перші дві книги та гіпертекстову поему «Цигарки»)
- «юрійзавадський». Тернопіль: Джура, 2008
- «Ротврот». Залізна версія (у співавторстві з Андрієм Антоновським). Тернопіль — Барселона: Крок, 2010 (кована книга; передмова Карлеса Ак Мора, переклад і транслітерація Каталіни Джирони)[10]
- «Крик». Тернопіль: Крок, 2012
- «Спазм». Тернопіль: Крок, 2013
- «Пейпербек. Зібрані вірші». Тернопіль: Крок, 2013
- «ea». Тернопіль: Крок, 2014
- «Таксист». Тернопіль: Крок, 2015
- «Вільна людина не народилася». Тернопіль: Сумна вівця, 2022[11]
- «Już nie boli». Kraków: Wydawnictwo Ha!art[pl], 2023.

### Переклади творів іноземними мовами
- польською: Wolny człowiek jeszcze się nie urodził [Архівовано 1 грудня 2019 у Wayback Machine.] /Tłumaczył Marcin Gaczkowski; redakcja Miłosz Waligórski. Wydawnictwo FORMA, 2019. ISBN 978-83-66180-23-9
- данською: AF KROP. DIGTE / Oversat af Claus Ankersen. Det Poetiske Bureaus Forlag, 2019
- чеською: Svobodný člověk se nenarodil [Архівовано 27 січня 2021 у Wayback Machine.] / Z ukrajinštiny přeložil: Miroslav Tomek. Větrné mlýny, 2021.
- польською: Nie pytają /Tłumaczył Janusz Radwański. Pogranicze, 2023. ISBN 978-83-66143-82-1

### Музичні альбоми
- «юрійзавадський zsuf» (з гуртом ZSUF), 2011
- Music for Paralysed Polish Guy with Swedish Passport by Subprodukt feat. Dr Nexus, 2017

### Переклади
- Роман Хонет. Світ належав мені /Переклав із польської Юрій Завадський. Тернопіль: Крок, 2019.
- Інґмара Балоде. Альба /Переклали з латиської Маріс Салейс і Юрій Завадський. Тернопіль: Крок, 2019.
- Паата Шамуґія. Шизовірші /Переклали з картулі Тамта Ґуґушвілі та Юрій Завадський. Тернопіль: Крок, 2019.
- Малґожата Лебда. Холод /Переклав із польської Юрій Завадський. Тернопіль: Крок, 2020.
- Томас Петруліс. Примітка про померлого бога /Переклали Марюс Бурокас і Юрій Завадський. Тернопіль: Крок, 2020.
- Ґіорґі Шоніа (Сакартвело). Фабрикація /Переклали з картулі Тамта Ґуґушвілі та Юрій Завадський. Тернопіль: Крок, 2021.
- Кеті Кеванішвілі. Останнє коло /Переклали з картулі Тамта Ґуґушвілі та Юрій Завадський. Тернопіль: Крок, 2021.
- Покинути світ абсурдів: Із отцем професором Мечиславом Альбертом Кромпцем розмовляє отець Ян Сохонь / Переклав із польської Юрій Завадський. Тернопіль: Крок, 2021.
- Пйотр Лямпрехт. Це місце /Переклав із польської Юрій Завадський. Тернопіль: Крок, 2022.
- Тому існує ніщо. Нариси про творчість Романа Хонета /Переклав із польської Юрій Завадський. Тернопіль: Крок, 2022.
- Мацей Пйотр Прус. Хтось про мене питав? /Переклав із польської Юрій Завадський. Тернопіль: Крок, 2023.
- Реміґіуш Мруз. Ревізія /Переклав із польської Юрій Завадський. Тернопіль: Навчальна книга Богдан, 2023.
- Адам Ґурський. Прощання. Пояснення /Переклав із польської Юрій Завадський. Тернопіль: Крок, 2024.
- Iren Rozdobudko. Przyleciała jaskółeczka: Powieść. Bohdan, 2023.
- Аґата Пувальська. параноя бібоп /Переклав із польської Юрій Завадський. Тернопіль: Крок, 2024.
- Роберт Рибіцький. Мисль слиною /Переклав із польської Юрій Завадський. Тернопіль: Крок, 2025.
- Адам Ґурський. Сліди. Кроки /Переклав із польської Юрій Завадський. Тернопіль: Крок, 2025.

Переклав окремі розділи чи фрагменти книжок:
- Януш Шубер. Кругле око погоди та інші вірші (2021)
- Ян Польковський. Голоси (2021)
- Ян Блонський. Мова доречна: Есеї про польську поезію 2-ї половини XX століття (2021)
- Листи з України: поетична антологія (2016)
- Дмитро Кузьмін. Ковдри не передбачені (2018)
- Пйотр Мачєжинські. тьфу тьфу (2011)